# Nathalie Béasse
Nathalie Béasse est une metteuse en scène, plasticienne, chorégraphe et scénographe française, née au xxe siècle à Angers.

## Biographie

### Formation
Nathalie Béasse se forme aux Beaux-Arts d'Angers. D'abord intéressée par l'image et la réalisation, elle est profondément marquée par un séjour d'échange à la Haute École d'arts plastiques de Brunswick, où intervient à l'époque Marina Abramović. Elle y découvre la performance.
Elle passe ensuite deux ans au Conservatoire d’Angers en art dramatique.

### Carrière artistique
En 1995, elle intègre le Groupe ZUR, un collectif composé de performeurs, de scénographes et de cinéastes. Elle fonde ensuite sa propre compagnie en 1999, et monte un premier spectacle, Trop-plein, récompensé par deux prix. À partir de 2005, elle crée des performances dites « in situ », s'appropriant un lieu non-théâtral, souvent en extérieur.
La compagnie n'a pas de lieu attitré, mais mutualise depuis 2011 un espace appelé « la cabine » mis à disposition par la municipalité d'Angers. La cabine accueille des artistes issus des arts plastiques, des arts vivants ou des arts sonores.
De 2013 à 2016, Nathalie Béasse est artiste associée au Théâtre - scène nationale de Saint-Nazaire. De 2015 à 2017, elle est artiste associée au Conservatoire de Nantes. À l’invitation de Gwenaël Morin, Nathalie Béasse et sa compagnie installent leur « théâtre permanent » au théâtre du Point du Jour à Lyon de septembre à décembre 2016.
En mai 2017, après dix ans de compagnonnage, le théâtre de la Bastille lui commande une forme scénique sur le thème de « Notre Chœur » qu’elle intitulé La Meute. Elle est invitée à la 45e Biennale de Venise – festival international de Théâtre, du 25 juillet au 12 août 2017, où elle présente quatre spectacles et dirige une masterclass professionnelle. Depuis janvier 2019, elle est artiste associée à la Comédie de Clermont-Ferrand.
De mai à juin 2019, elle est invitée à occuper le théâtre de la Bastille à l'occasion d'« Occupation 3 ». Elle y présente notamment quatre de ses spectacles, de courts impromptus in situ intitulés Histoires courtes, un work in progress et un workshop. Cette occupation est documentée par le photographe Sylvain Duffard, donnant lieu à un livre publié aux éditions Filigranes.
En 2021, elle présente ceux-qui-vont-contre-le-vent au Festival d'Avignon, au cloître des Carmes,. Le journal Libération, face à un de ces « spectacles qui semblent légers comme une bulle, fluides et fugitifs comme un rêve », estime que « la mélancolie n’est pas l’humeur dominante de cette création qui sait être tonique et burlesque » et salue un spectacle « beau de ne jamais chercher le spectaculaire, et cependant à l’aise et sans cesse surprenant sur le grand plateau en plein air du Cloître des Carmes ».

## Théâtre
- 1999 : Trop-plein, Le Chabada, Angers.
- 2001 : Last cowboys, Festival le Club des Cinq de Nantes.
- 2004 : Landscape, Le Lieu unique, Nantes.
- 2005 : Doorstep, projet en in situ.
- 2005 : Goodnight, projet en in situ.
- 2006 : Sunny, projet en in situ.
- 2007 : So sunny, projet en in situ.
- 2008 : Happy child, Le Quai - CDN Angers / Pays de la Loire.
- 2011 : Wonderful world, Le Lieu unique, Nantes.
- Depuis 2011 : Mes petites météorites – in situ 1 à 5, projets en extérieur.
- 2013 : Tout semblait immobile, théâtre Louis Aragon, Tremblay-en-France.
- 2014 : Roses, Théâtre - scène nationale de Saint-Nazaire.
- 2017 : Le bruit des arbres qui tombent, TU, Nantes.
- 2019 : Aux éclats…, Le Quai - CDN Angers / Pays de la Loire.
- 2021 : Ceux-qui-vont-contre-le-vent, Festival d'Avignon.
- 2021 : Nous revivrons, La Comédie de Colmar - CDN[15].

## Récompenses
- 2000 : prix du jury professionnel au Festival international de Théâtre des Amandiers de Nanterre pour trop-plein.
- 2000 : prix du jury étudiant au Festival international de Théâtre des Amandiers de Nanterre pour Trop-plein.